# Andrzej Czyżniewski
Andrzej Czyżniewski (Toruń, 28 de septiembre de 1953 - Toruń, 9 de julio de 2013) fue un futbolista polaco que jugaba en la demarcación de portero.

## Biografía
Andrzej Czyżniewski debutó profesionalmente en 1976 a los 23 años de edad con el Bałtyk Gdynia. Tras jugar durante siete temporadas en el club, fichó por el Arka Gdynia, equipo en el que permaneció hasta su retiro como futbolista en 1987 a los 34 años de edad.
Desde 1999 hasta 2001 fue miembro de la Junta y vicepresidente de deportes en el club Arka Gdynia. Entre 2002 y 2006, asistió junto al primer entrenador del club Amica Wronki como coordinador técnico responsable de la preparación de porteros psicofísicos. Desde 2009 hasta 2012 desempeñó el puesto de director del deporte en el club Arka Gdynia, donde fue responsable, entre otras cosas, del desarrollo e implementación de un nuevo modelo organizativo en el club.
Andrzej Czyżniewski falleció el 12 de julio de 2013 a los 59 años de edad tras un ataque al corazón.

## Clubes
| Club          | País    | Año         |
| ------------- | ------- | ----------- |
| Bałtyk Gdynia | Polonia | 1976 - 1983 |
| Arka Gdynia   | Polonia | 1983 - 1987 |